# Relationer mellan Danmark och Island
Relationer mellan Danmark och Island, Island ingick i Kungariket Danmark åren 1814-1918 och var sedan separat kungarike i personalunion med Danmark fram till 1944, då Island utropades till republik. Danmark har en ambassad i Reykjavik. Island har en ambassad i Köpenhamn. I Danmark bor 967 islänningar.
Båda länderna är fullvärdiga medlemmar av Östersjöstaternas råd, Nordiska rådet, NATO och Europarådet.
Banden mellan Danmark och Island förblev starka i många år efter att Island blev republik. Danska lärdes ut som andraspråk i isländska skolor, och många isländska studenter reste till Danmark för forskarutbildning.

## Historik

### 1800-talet
Island erhöll självstyre 1874, och blev 1918 kungarike i union med Danmark.
1814, efter Napoleonkrigen, delades Danmark-Norge upp i två separata kungariken genom freden i Kiel. Island förblev en dansk besittning. Under 1800-talet försämrades Islands klimat, vilket följdes av massutvandring till Nya världen, framför allt Manitoba i Kanada. Cirka 15 000 av en total befolkning på 70 000 personer emigrerade. Samtidigt uppstod ett nationellt medvetande, inspirerat av romantiska och nationella idéer från Kontinentaleuropa, och en isländsk självständighetsrörelse ledd av Jón Sigurðsson skapades. Danmark gav 1874 Island en konstitution och begränsat hemstyrelse, vilket stärktes 1904.

### 1900-talet
Tysklands ockupation av Danmark den 9 april 1940 skar av kommunikationerna mellan Danmark och Island. Den 10 april samma år beslutade därför Islands allting att ta över utrikespolitiken, samt utsåg en guvernör, Sveinn Björnsson, som senare blev republikens första president. Under andra världskrigets första tid strävade Island efter neutralitet, och agerade då såväl brittiska som tyska enheter kränkte den isländska neutraliteten. Den 10 maj 1940, påbörjade Storbritannien en invasion av Island, Operation Fork, genom att segla in i Reykjaviks hamn. Islands regering utfärdade en protest mot vad man kallade en "uppenbar kränkning" av Islands neutralitet. Dagen därpå höll Islands statsminister Hermann Jónasson ett radiotal där han talade om att vänligt behandla britterna som gäster.
Island stod därefter under allierad kontroll under hela kriget. Efter en folkomröstning den 24 maj 1944 avskaffades monarkin och isländsk självständighet från Danmark utropades. Island blev en självständig republik den 17 juni samma år. Eftersom Danmark då fortfarande var under tysk ockupation kände många danskar sig kränkta av att steget togs vid denna tidpunkt. Trots detta skickade Danmarks kung Kristian X ett grattismeddelande till Islands folk.

### Fotnoter
1. ↑  Befolkning efter ursprung och medborgarskap (Island)
2. ↑  ”For Iceland, an exodus of workers”. New York Times. 5 december 2008. Arkiverad från originalet den 7 december 2008. https://web.archive.org/web/20081207012354/http://www.iht.com/articles/2008/12/05/business/iceland.php. Läst 10 februari 2010.